# NGC 5416
NGC 5416 (również PGC 49991 lub UGC 8944) – galaktyka spiralna (Sc), znajdująca się w gwiazdozbiorze Wolarza. Odkrył ją William Herschel 19 marca 1784 roku. Jest zaliczana do radiogalaktyk.